# Allsvenskan de 1981
A Primeira Divisão do Campeonato Sueco de Futebol da temporada 1981, denominada oficialmente de Allsvenskan 1981, foi a 57º edição da principal divisão do futebol sueco. O campeão foi o Östers IF que conquistou seu 4º título na história da competição.

## Classificação final
| Pos. | Equipe         | J  | V  | E | D  | GP | GC | Pts | SG  |
| ---- | -------------- | -- | -- | - | -- | -- | -- | --- | --- |
| 1    | Östers IF      | 26 | 19 | 2 | 5  | 57 | 20 | 40  | +37 |
| 2    | IFK Göteborg   | 26 | 15 | 6 | 5  | 60 | 24 | 36  | +36 |
| 3    | IFK Norrköping | 26 | 12 | 8 | 6  | 40 | 30 | 32  | +10 |
| 4    | IK Brage       | 26 | 11 | 8 | 7  | 34 | 27 | 30  | +7  |
| 5    | Malmö FF       | 26 | 11 | 5 | 10 | 48 | 44 | 27  | +4  |
| 6    | Örgryte IS     | 26 | 12 | 3 | 11 | 45 | 49 | 27  | -4  |
| 7    | Hammarby IF    | 26 | 9  | 7 | 10 | 48 | 46 | 25  | +2  |
| 8    | AIK Fotboll    | 26 | 8  | 8 | 10 | 35 | 34 | 24  | +1  |
| 9    | Halmstads BK   | 26 | 11 | 2 | 13 | 35 | 44 | 24  | -9  |
| 10   | Åtvidabergs FF | 26 | 8  | 6 | 12 | 28 | 35 | 22  | -7  |
| 11   | IF Elfsborg    | 26 | 7  | 8 | 11 | 27 | 38 | 22  | -11 |
| 12   | Kalmar FF      | 26 | 9  | 3 | 14 | 28 | 38 | 21  | -10 |
| 13   | IFK Sundsvall  | 26 | 6  | 6 | 14 | 24 | 58 | 18  | -34 |
| 14   | Djurgårdens IF | 26 | 6  | 4 | 16 | 25 | 47 | 16  | -22 |

## Premiação
| Allsvenskan 1981              |
| Sweden                        |
| ----------------------------- |
| ÖSTERS IF Campeão (4º título) |

## Artilharia
|    | Jogador          | Clube        | Gols |
| -- | ---------------- | ------------ | ---- |
| 1. | Torbjörn Nilsson | IFK Göteborg | 20   |
| 2. | Thomas Larsson   | Örgryte IS   | 14   |
| 3. | Håkan Sandberg   | IFK Göteborg | 13   |
| 3. | Thomas Sjöberg   | Malmö FF     | 13   |